# Tour de France 2005/6. Etappe
Die 6. Etappe der Tour de France 2005 war 199 Kilometer lang und führte von Troyes über Joinville und Toul nach Nancy. Geprägt wurde das Rennen von Christophe Mengin, der sich nach 23 Kilometern vom Feld abgesetzt hatte. Wenige Kilometer später schlossen Stéphane Augé, Mauro Gerosa, Jaan Kirsipuu und Karsten Kroon zu ihm auf. Bei Kilometer 72 hatte das Spitzenquintett einen Maximalvorsprung von sechs Minuten auf das Feld.
Bei der letzten Bergwertung konnte Mengin sich absetzen. Sein Vorsprung betrug zehn Kilometer vor dem Ziel 30 Sekunden (die übrigen vier Fahrer waren zwischenzeitlich eingeholt worden). In der letzten Kurve vor der Zielgeraden rutschte Mengin auf der regennassen Straße aus und fuhr in die Absperrung. Alexander Winokurow, der dicht hinter ihm fuhr, wurde dadurch leicht behindert. Lorenzo Bernucci nutzte das entstandene Durcheinander und vermochte sich entscheidend abzusetzen. Winokurow kam kurz hinter ihm ins Ziel, viele Verfolger im Hauptfeld kamen ebenfalls zu Fall.
Der Etappensieg ging an den Italiener Bernucci, der damit seinen ersten Sieg bei den Profifahrern überhaupt errang. Der eigentliche Sieger der Etappe war Winokurow, er kam nicht nur mit einem Vorsprung von sieben Sekunden auf das Feld ins Ziel, sondern gewann auch noch zwölf Bonifikationssekunden. Damit konnte er seinen Rückstand auf Lance Armstrong um 19 auf 62 Sekunden verringern.

## Zwischensprints
1. Zwischensprint in Nully (56 km)
| Erster  | Christophe Mengin, 6 P. und 6 s |
| Zweiter | Jaan Kirsipuu, 4 P. und 4 s     |
| Dritter | Stéphane Augé, 2 P. und 2 s     |

2. Zwischensprint in Châlaines (144,5 km)
| Erster  | Mauro Gerosa, 6 P. und 6 s  |
| Zweiter | Jaan Kirsipuu, 4 P. und 4 s |
| Dritter | Stéphane Augé, 2 P. und 2 s |

3. Zwischensprint in Dommartin-lès-Toul (169,5 km)
| Erster  | Stéphane Augé, 6 P. und 6 s     |
| Zweiter | Mauro Gerosa, 4 P. und 4 s      |
| Dritter | Christophe Mengin, 2 P. und 2 s |

## Bergwertungen
Côte de Joinville Kategorie 4 (83,5 km)
| Erster  | Stéphane Augé, 3 P.     |
| Zweiter | Christophe Mengin, 2 P. |
| Dritter | Karsten Kroon, 1 P.     |

Côte de Brouthières Kategorie 4 (104 km)
| Erster  | Karsten Kroon, 3 P. |
| Zweiter | Stéphane Augé, 2 P. |
| Dritter | Mauro Gerosa, 1 P.  |

Côte de Montigny Kategorie 4 (141 km)
| Erster  | Karsten Kroon, 3 P.     |
| Zweiter | Stéphane Augé, 2 P.     |
| Dritter | Christophe Mengin, 1 P. |

Côte de Maron Kategorie 4 (185,5 km)
| Erster  | Christophe Mengin, 3 P. |
| Zweiter | Mauro Gerosa, 2 P.      |
| Dritter | Jaan Kirsipuu, 1 P.     |